# Suhoj S-70
Suhoj S-70 (rusko Сухой С-70), tudi Ohotnik-B, je rusko stealth težko brezpilotno bojno letalo, ki ga razvijata Suhoj in Mikojan-Gurevič za Vojno letalstvo Rusije. V razvoju je kot lovec šeste generacije.
Temelji na Mikojanovem projektu Mikojan Skat in vključuje določene tehnologije z lovca Su-57.
Ohotnik bo letel v tandemu s Su-57 in ga bo upravljal pilot Su-57. Nameščen bo tudi na nosilkah helikopterjev razreda Ivan Rogov, ki bodo lahko sprejele na krov štiri Ohotnike.
Konec maja 2019 je Ohotnik izvedel prve preizkusne polete, v katerih se je dvignil za nekaj metrov nad vzletno stezo. 3. avgusta 2019 je Ohotnik v Ahtubinsku izvedel svoj krstni polet, ki je trajal okoli 20 minut na višini 600 m.
12. februarja 2021 so bili v proizvodnji tri prototipi. Drugi prototip je bil izdelan decembra 2021. 5. oktobra 2024 je bil med rusko invazijo na Ukrajino sestreljen primerek letala.